# フトマユチズガメ
フトマユチズガメ（太眉地図亀、Graptemys ouachitensis）は、爬虫綱カメ目ヌマガメ科チズガメ属に分類されるカメ。生態系被害防止外来種。

## 分布
種小名ouachitensisは模式標本の産地である地名に由来する。亜種名のsabinensisも生息地であるテキサス州とルイジアナ州の間を流れるサビーン川に由来。
- G. o. ouachitensis　ウォシタチズガメ

アメリカ合衆国（ミシシッピ川水系）固有亜種
- G. o. sabinensis　サビーンチズガメ

アメリカ合衆国（テキサス州、ルイジアナ州）固有亜種

## 形態
最大甲長24cm。オスよりもメスの方が大型になる。背甲は近縁種のニセチズガメやミシシッピチズガメに比べやや厚くなり、メスでは特に顕著。幼体の椎甲板には棘状の突起があり、腹甲には等高線のような筋模様が入る。成長につれ突起や筋模様は不鮮明になる。縁甲板後部は鋸状に尖る。
頭部には白や淡黄色の細かい筋模様が入り、眼の後部にある黄色い斑紋が眉に見えることが和名の由来。
目の下部と下顎にも斑紋がある。
成体のオスは前足の爪が長く伸びる。
- G. o. ouachitensis　ウォシタチズガメ

眼の後部にある黄色い斑紋が四角形。
- G. o. sabinensis　サビーンチズガメ

眼の後部にある黄色い斑紋が小さく円形か楕円形。
ニセチズガメは本種に近縁とされ、本種（あるいは亜種のどちらかを）をニセチズガメの亜種とする説もある。

## 亜種
- Graptemys ouachitensis ouachitensis　Cagle, 1953　ウォシタチズガメ　Ouachita map turtle
- Graptemys ouachitensis sabinensis　Cagle, 1953　サビーンチズガメ　Sabine map turtle

## 生態
主に大型の河川に生息するが、河川の近くにある湖沼にも生息する。河川等の流水を好むチズガメには珍しく止水でも生活する。水棲傾向が強いが、倒木や岩に登り日光浴を行うことも好む。日光浴中に驚くと水中に滑るようにして飛びこんで逃げる。
食性は動物食の強い雑食で、魚類、昆虫類、甲殻類、貝類、チズガメとしては珍しく水草等の植物質もよく食べる。貝類を主食する同属別種がいない環境では貝類を食べる割合が大きくなる。（特に成体のメス）
繁殖形態は卵生で、水辺の地面に穴を掘って年に2、3回に分けて卵を産む。

## 人間との関係
開発による生息地の破壊や、ペット用の採集により生息数が減少している。
ペットとして飼育されることもあり、日本にも輸入されている。別種との種間雑種も含んだ繁殖個体が大量に輸出されていた。2006年にチズガメ属がワシントン条約附属書IIIに記載されアメリカ合衆国からの輸出が制限されたため、流通量は激減した。元々は北アメリカに生息し環境の変化にも強いため、遺棄すると定着する可能性が非常に高いことから要注意外来生物に指定されている。以前は近縁種や種間雑種も含め「グレーマップタートル」や「ハイイロチズガメ」の商品名で流通していた。
環境の変化に強く丈夫で飼育しやすいが流通するのは主に幼体で、ペットショップによっては粗雑に扱われることもあり体調を崩していることもある。